# Comuna Mîhailivka, Kreminna
Mîhailivka (în ucraineană Михайлівка) este o comună în raionul Kreminna, regiunea Luhansk, Ucraina, formată din satele Mîhailivka (reședința) și Prîstîne.

## Demografie
Componența lingvistică a comunei Mîhailivka
     Ucraineană (91,67%)
     Rusă (7,17%)
     Alte limbi (1%)
Conform recensământului din 2001, majoritatea populației comunei Mîhailivka era vorbitoare de ucraineană (91,67%), existând în minoritate și vorbitori de rusă (7,17%).